# Galerie am Abend
Die Galerie am Abend (gaa) von Vera Ziegler war in den 1960er Jahren in West-Berlin ein Treffpunkt von bildenden Künstlern, Schriftstellern und Lyrikern sowie interessiertem Publikum.

## Entstehung und Entwicklung
Eröffnet wurde die Galerie am Abend im Juni 1960 mit einer Ausstellung von Arbeiten der Künstler Karl August Hahn, Walter Schmock und Eugen Clermont. Die Ausstellungsräume befanden sich in der geräumigen Berliner Altbauwohnung von Vera Ziegler in Berlin-Friedenau, Wielandstraße 8. Die Galeristin war tagsüber berufstätig und der Name war Programm, denn die Galerie öffnete nur am Abend. Gerade auch dadurch war die Galerie in der Lage, schnell ein eigenes Profil zu entwickeln, denn Künstler und Kunstinteressierte konnten so leichter in direkten Dialog treten, als das bei den traditionellen Galerien der Fall war. 
Zahlreiche später erfolgreiche Künstler erhielten in der Galerie am Abend eine der ersten Möglichkeiten, ihre Arbeiten zu zeigen. Andererseits konnte die Galerie am Abend auch einige westdeutsche Künstler erstmals im westlichen Teil Berlins präsentieren. 
Die Ausstellungseröffnungen ab Mitte 1961 waren fast immer verbunden mit einer Lesung, wobei der ausstellende bildende Künstler und der Lesende oft auch freundschaftlich verbunden waren. Die Einladungen und Plakate zu den Ausstellungen wurden meist von den Künstlern selbst für diesen Anlass entworfen und hergestellt. In den Jahren 1962 bis 1968 fanden jährlich zwischen fünf und acht Ausstellungen mit den begleitenden Lesungen statt.

## Beendigung der Galeriezeit
Vera Ziegler beendete ihre Ausstellungstätigkeit Mitte des Jahres 1969, vermutlich weil die gleichzeitige berufliche Belastung zu groß wurde. Lesungen hat sie jedoch noch bis ins Jahr 1995 in den gleichen Räumlichkeiten veranstaltet.

## Edition der Galerie am Abend
Ziegler hatte 1967 den Verleger und Schriftsteller Victor Otto Stomps bei sich aufgenommen, als dieser nach langen Jahren aus Stierstadt bei Frankfurt am Main nach Berlin zurückkehrte. Er hatte in ihren Räumen auch eine Druckpresse aufstellen können und dort bis 1969 in seinem Verlag Neue Rabenpresse verschiedene Autoren in kleinen Auflagen verlegt. Dadurch angeregt, brachte Ziegler ab 1968 bis in die 1980er Jahre einige Publikationen in der Edition der Galerie am Abend heraus.

## Ausstellungen und Lesungen (Auswahl)
- 6.11.1960 – 6.1.1961: des peintures exigues; mit u. a. Otto Adolf Brasse, Florian Breuer, Christian Chruxin, Kat Kampmann, Ali Schindehütte und Rudolf Schoofs
- 19.2. – 19.3.1961: Momentaner Monumentalismus; Fünf Figuren von Ali Schindehütte, Christian Chruxin, Arno Waldschmidt, Paul Dreizehn, Angelika
- 7.5. – 2.6.1961: Horst Grig, Reliefbilder
- 25.6. – 14.7.1961: Jugendstillithografien; Eröffnung 25.6.1961 mit einer Lesung von Joachim G. Oldag
- 6.8. – 6.9.1961: Ekkehard Thieme; Eröffnung 6.8.1961 mit einer Lesung von Christa Reinig
- 6.5. – 1.6.1962: Joe Hackbarth; Eröffnung 6.5.1962 mit Lesung Günter Bruno Fuchs liest Villon
- 8.12. – 31.12.1962: Günther C. Kirchberger; Eröffnung 8.12.1962 mit einer Lesung von Reinhard Döhl
- 19.1. – 19.2.1963: Rolf Jörres Plastik und Grafik; Eröffnung 19.1.1963 mit einer Lesung von Arnim Juhre
- 12.9. – 4.10.1964: Werner Kausch; Eröffnung 12.9.1964 mit einer Lesung von Jan Franksen
- 10.4. – 9.5.1965: Friedrich Sieber; Eröffnung 10.4.1965 mit einer Lesung von Reinhard Döhl
- 24.7. – 23.8.1965: Tilman Fritsch; Eröffnung 24.7.1965 mit einer Lesing von F.C. Delius
- 2.10. – 31.10.1965: grafische kosmogonie, Hans Dahlem; Eröffnung 2.10.1965 mit einer Lesung von Ludwig Harig
- 21.1. – 19.2.1967: Klaus Vogelgesang, Grafik; Eröffnung 21.1.1967 mit einer Lesung von Johannes Schenk
- 6.1. – 25.2.1968: Ernst Volland, Zeichnungen; Eröffnung 6.1.1968 mit einer Lesung von Johann Peter Tammen
- 30.3. – 29.5.1968: Natascha Ungeheuer; Eröffnung 30.3.1968 mit einer Lesung von Johannes Schenk

Quelle: 